# Dolmen de Giverzac
Le dolmen de Giverzac, est situé à Domme dans le département français de la Dordogne.

## Protection
L'édifice est inscrit au titre des monuments historiques en 1962.

## Description
Le dolmen est signalé dès 1818 par François Jouannet. C'est un dolmen simple. Il est constitué d'une table de couverture en grès qui repose sur un orthostate (1,36 m de longueur, 1,10 m de largeur et 0,47 m de hauteur) et un fragment d'un deuxième (0,55 m de longueur, 0,35 m de largeur et 0,36 m de hauteur). La troisième dalle visible en arrière du monument est probablement la dalle de chevet (1,34 m de longueur, et 1,03 m de hauteur), le dolmen ayant été remonté à la hâte après son écroulement.